# Rubídium-oxid
A rubídium-oxid szervetlen vegyület, képlete Rb2O. A rubídium-oxid rendkívül könnyen reakcióba lép a vízzel, ezért nem fordul elő a természetben. Az ásványok rubídiumtartalmát gyakran Rb2O-ra vonatkoztatva számolják és adják meg, a valóságban a rubídium azonban jellemzően a szilikátok vagy az alumínium-szilikátok összetevőjeként (valójában szennyeződésként) fordul elő. A rubídium egyik fő forrása a lepidolit – KLi2Al(Al,Si)3O10(F,OH)2 –, amelyben esetenként a káliumot helyettesíti.
A rubídium-oxid sárga színű szilárd anyag. Vele analóg vegyületek közül a Na2O színtelen, a K2O halványsárga, a Cs2O narancssárga.
Az alkálifém-oxidok M2O (M = Li, Na, K, Rb) antifluorit szerkezetűek, azaz a rubídium-oxid kristályszerkezete a kalcium-fluorid CaF2 rácsához hasonlít, csak benne a fluorid anionokat Rb kation, míg a kalcium kationokat oxid anion helyettesíti. A rácsban a rubídium koordinációs száma 8 (köbös), míg az oxidioné 4 (tetraéderes).

## Tulajdonságai
Mint a többi alkálifém-oxid a rubídium-oxid is erős bázis. Így a vízzel történő reakciója exoterm és rubídium-hidroxid keletkezik belőle:
Rb2O  +  H2O  →  2 RbOH
A rubídium-oxid higroszkópos (nedvszívó). Ha hidrogénnel együtt hevítik akkor rubídium-hidrid és rubídium-hidroxid keletkezik belőle:
Rb2O  +  H2  →  RbOH  +  RbH
Emiatt a rubídium-oxid a bőrrel szemben bázisként viselkedik, ezért kerülni a bőrrel való érintkezését.
Kristályszerkezete köbös tércsoport: {\displaystyle Fm{\bar {3}}m}. Rács paraméterei: a = 674 pm, elemi cellája négy atomot tartalmaz.
Standart entalpiája ΔHf0 = -331 kJ/mol.

## Szintézise
A laboratóriumokban általában RbOH-t használnak rubídium-oxid helyett mert az RbOH kevésbé reakcióképes a levegőben található nedvességgel szemben. A rubídium-hidroxid hasznosabb és olcsóbb mint a rubídium-oxid. Az RbOH ára US$5/g (2006).
Mint a legtöbb alkálifém-oxidnak a rubídium-oxidnak is nem a fém oxidációja az előállításának legjobb módja, de elő lehet állítani fém rubídium és vízmentes rubídium-nitrát reakciójával:
10 Rb  +  2 RbNO3  →  6 Rb2O  +  N2
Az alkálifémekre jellemzően az RbOH-ból sem lehet vízelvonással állítani az oxidot, ehelyett a rubídium-hidroxidot fém rubídiummal reagáltatva (a hidrogént redukálva) állítható elő a rubídium-oxid:
2 Rb  +  2 RbOH  →  2 Rb2O  +  H2
A rubídium gyorsan reakcióba lép az oxigénnel a levegőben, az oxidációkor a rubídium előbb elhomályosodik, majd bronzszínű Rb6O, végül réz színű Rb9O2 keletkezik. A rubídium és oxigén reakciójában rubídium-peroxid is keletkezik  Rb2O2. A rubídium Rb6O és Rb9O2 szuboxidjait, valamint a cézium és rubídium vegyes, Cs11O3Rbn (n = 1, 2, 3) szuboxidjait is jellemezték röntgen-krisztallográfiás módszerrel.
A rubídium oxidációjának az elsődleges végterméke a rubídium-szuperoxid RbO2:
Rb  +  O2  →  RbO2
A rubídium-szuperoxidból rubídiummal reagálva rubídium-oxid keletkezik:
3 Rb  +  RbO2  →  2 Rb2O

## Fordítás
Ez a szócikk részben vagy egészben  a   Rubidium oxide című angol Wikipédia-szócikk ezen változatának fordításán alapul.  Az eredeti cikk szerkesztőit annak laptörténete sorolja fel. Ez a jelzés csupán a megfogalmazás eredetét és a szerzői jogokat jelzi, nem szolgál a cikkben szereplő információk forrásmegjelöléseként.
Ez a szócikk részben vagy egészben  a   Rubidiumoxid című német Wikipédia-szócikk fordításán alapul.  Az eredeti cikk szerkesztőit annak laptörténete sorolja fel. Ez a jelzés csupán a megfogalmazás eredetét és a szerzői jogokat jelzi, nem szolgál a cikkben szereplő információk forrásmegjelöléseként.